# 第2局
第2局（だい にきょく）は、日本の行政機関である会計検査院の内部部局の一つ。会計検査院事務総局に属する。

## 所管業務
第2局に属する各課は、次に掲げる検査を担当する。
- 厚生労働検査第1課
  - 子ども家庭庁、厚生労働省
  - 独立行政法人福祉医療機構、独立行政法人国立重度知的障害者総合施設のぞみの園
- 厚生労働検査第2課
  - 厚生労働省労働基準局、職業安定局、雇用環境・均等局、人材開発統括官、中央労働委員会
  - 独立行政法人勤労者退職金共済機構、独立行政法人高齢・障害・求職者雇用支援機構
  - 独立行政法人労働政策研究・研修機構、外国人技能実習機構
- 厚生労働検査第3課
  - 厚生労働省老健局、保険局
- 厚生労働検査第4課
  - 厚生労働省年金局、日本年金機構
  - 年金積立金管理運用独立行政法人、全国健康保険協会
- 上席調査官 (医療機関担当)
  - 厚生労働省大臣官房厚生科学課、医政局、健康・生活衛生局、医薬局、検疫所、国立ハンセン病療養所、国立医薬品食品衛生研究所、国立保健医療科学院、国立社会保障・人口問題研究所、国立感染症研究所、独立行政法人労働者健康安全機構、独立行政法人国立病院機構、独立行政法人医薬品医療機器総合機構、国立研究開発法人医薬基盤・健康・栄養研究所、独立行政法人地域医療機能推進機構、国立研究開発法人国立がん研究センター、国立研究開発法人国立循環器病研究センター、国立研究開発法人国立精神・神経医療研究センター、国立研究開発法人国立国際医療研究センター、国立研究開発法人国立成育医療研究センター、国立研究開発法人国立長寿医療研究センター
- 防衛検査第1課
  - 防衛省
  - 陸上幕僚監部、陸上自衛隊、防衛装備庁
  - 独立行政法人駐留軍等労働者労務管理機構
- 防衛検査第2課
  - 海上幕僚監部、海上自衛隊、防衛装備庁の海上自衛隊関係の経理
- 防衛検査第3課
  - 航空幕僚監部、航空自衛隊、防衛装備庁の航空自衛隊関係の経理

## 組織

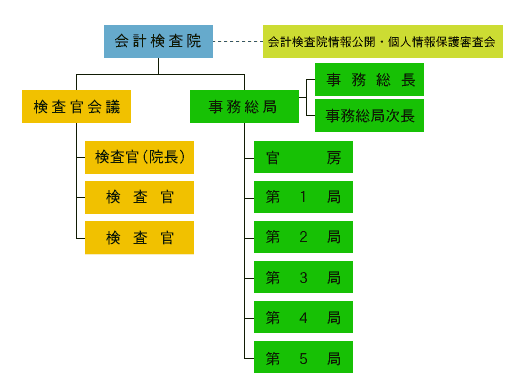
会計検査院組織図

意思決定を行う検査官会議と、検査を実施する事務総局で組織されている会計検査院において、各局は事務総局の下に設置されている。

## 幹部
いずれも課長級以上
- 局長（1名）
  - 局長：鈴木　祥一
- 官房審議官（2名）
  - 官房審議官（第2局担当）：鷹箸 博史
  - 官房審議官（第2局担当）：中尾 英樹
- 監理官（1名）
  - 監理官：倉島 義孝
- 課長（7名）
  - 厚生労働検査第1課長：中尾 英樹
  - 厚生労働検査第2課長：鈴木 慶太
  - 厚生労働検査第3課長：桜井 順
  - 厚生労働検査第4課長：梶田 憲一
  - 防衛検査第1課長：坂本 周大
  - 防衛検査第2課長：山野 隆司
  - 防衛検査第3課長：坂口 登
- 上席調査官（1名）
  - 上席調査官（医療機関担当）：若林 博幸